# Amictus firjuzanus
Amictus firjuzanus är en tvåvingeart som beskrevs av Paramonov 1931. Amictus firjuzanus ingår i släktet Amictus och familjen svävflugor. Inga underarter finns listade i Catalogue of Life.